# Йемсхьог
Йемсхьог (на шведски: Jämshög) е малък град в източната част на Южна Швеция. Намира се в община Улофстрьом, на лен Блекинге. Градът се намира на около 25 км на север от брега на Балтийско море. Има жп гара, от която на юг се стига до град Сьолвесбори, намиращ се на брега на Балтийско море, а на север може да се направи връзка за пътуване из цялата страна. Общинският център Улофстрьом се намира на 5 км на север от Йемсхьог и е първата жп гара след Йемсхьог, когато се пътува в северна посока. Население 1640 жители, по приблизителна оценка от декември 2017 г.

## Личности
Родени
- Хари Мартинсон (1904 – 1978), шведски писател, нобелов лауреат